# Gilbert Bellone
Gilbert Bellone (Grasse, 27 de diciembre de 1942). Fue un ciclista francés, profesional entre 1961 y 1973, cuyos mayores éxitos deportivos los logró en la Vuelta a España y en el Tour de Francia, pruebas en las que obtuvo sendas victorias de etapa.

## Palmarés
| 1966 - 1 etapa en el Critérium Internacional 1967 - 1 etapa en la Vuelta a España 1968 - 1 etapa en el Tour de Francia | 1969 - Critérium Internacional - Gran Premio de Cannes 1972 - 1 etapa en el Tour de Luxemburgo - Gran Premio de Frankfurt |

## Resultados en Grandes Vueltas y Campeonato del Mundo
| Carrera         | 1965       | 1966 | 1967 | 1968 | 1969 | 1970       | 1971       | 1972 | 1973      |
| --------------- | ---------- | ---- | ---- | ---- | ---- | ---------- | ---------- | ---- | --------- |
| Giro de Italia  | -          | -    | -    | -    | -    | -          | -          | -    | -         |
| Tour de Francia | Ab. (15.ª) | 78.º | -    | 40.º | ̈-    | Ab. (23.ª) | Ab. (10.ª) | 34.º | Ab. (8.ª) |
| Vuelta a España | -          | -    | 42.º | -    | 7.º  | -          | -          | -    | -         |